# История Томской области
История Томской области
Арышевское местонахождение в Зырянском районе датируется возрастом от 20 до 30 тыс. лет назад (сартанское оледенение). В Молчановском районе обнаружены стоянки Могочино I (20 150 ± 240 лет) и Соколовская, в Асиновском районе — местонахождение Воронино-Яя. На окраине города Томска в Лагерном саду находится Томская стоянка эпохи палеолита (18 300±1000 л. н.), открытая Н. Ф.Кащенко.
В Северске на третьей надпойменной террасе реки Томи в местности Парусинка были найдены каменный топор, бивень мамонта и другие части скелета мамонта. На бивне мамонта выявлены рисунки, нанесённые простой мелкой гравировкой, характерной для искусства мадленской культуры. Древний художник изобразил четырёх двугорбых верблюдов, двух мамонтов или слонов, три оперённых стрелы, изображение «всадника», контур человеческой ноги, антропозооморфное существо, трёх мамонтов или слонов, фрагмент рога или бивня, травоядное животное, фигуру женщины, копьё, а также серию символических знаков. Специалистами Музея доисторической антропологии княжества Монако бивень мамонта датирован радиоуглеродным методом возрастом 13 000 лет[страница не указана 1756 дней].
К эпохе мезолита относится стоянка Басандайка II у Томска[страница не указана 1754 дня]. В Томске на территории Богородице-Алексиевского мужского монастыря обнаружены каменные орудия эпохи раннего неолита (V—III тыс. до н. э.).
Культура гребенчато-ямочной керамики на территории Томской области датируется XV—X вв. до н. э.
Наиболее крупный посёлок в ареале самусьской культуры и основной бронзолитейный центр — поселение Самусь IV (XVII−XVI — XIII века до н. э.) в посёлке Самусь.
Шеломокская культура железного века, сложившаяся на юге Томской области, получила название по поселениям Шеломок I и Шеломок II (V—III века до н. э.). К этой же культуре отнесены поселения на Басандайке, в Кижирово, в посёлке Самусь.
Задолго до появления в Сибири русских, территорию современной Томской области населяли люди, относящиеся к кулайской археологической культуре, известной своими бронзовыми артефактами. В III веке до н. э. кулайцы начали переселяться на юг.
Развитие территории области началось в конце XVI — начале XVII веков. Старейшими населенными пунктами области являются села чатских татар — Юрт-Таганы (ныне в составе Эушта) — 1500 года основания, Эушта, Калтай — 1575 года основания.
Одним из первых русских населённых пунктов области является село (ранее город) Нарым, основанный в 1596 году.
Томск был основан в 1604 году. В 1629 году из Тобольского разряда был выделен Томский разряд, в состав которого помимо Томского вошли Енисейский, Кетский, Красноярский, Кузнецкий, Нарымский, Сургутский уезды.
В течение XVIII века административно-территориальное деление Сибири неоднократно менялось. В 1708—1719 годах Томский уезд входил в состав Сибирской губернии с центром в г. Тобольске, в 1719—1764 годах — в Тобольской провинции, в 1764—1779 годах — в Тобольской губернии.
Томская область впервые была образована в 1782 году по решению Екатерины II в составе Тобольского наместничества Сибирского царства. Томскую область составляли Ачинский, Енисейский, Канский, Нарымский, Томский и Туруханский уезды.
С 1796 года по 1804 год Томск находился в составе Тобольской губернии.
26 февраля (9 марта) 1804 года указом императора Александра I была образована Томская губерния. Новообразованная губерния была включена в состав Сибирского генерал-губернаторства.
В 1842 году Петру Чихачеву по указанию Николая I была поручена научная экспедиция в Горный Алтай. Он достиг истоков рек Абакан, Чуи, Чулышман. Путешествуя по Южному Алтаю, Чихачёв добрался до неизведанных территорий. Он исследовал также Саянские горы. На Северном Алтае он нашёл богатейшие в мире месторождения угля, которые назвал Кузнецким угольным бассейном. Он также изучил культуру, быт и нравы различных кочевых и оседлых племён этого края, составив в 1845 г. географическое и геологическое описание этих районов. В его книгу вошли иллюстрации Э. Майера путешествовавшего с ним и известного русского художника Ивана Айвазовского, изображающие крутые долины, глубокие озера и широкие реки, типичные для местности, по которой путешествовал Чихачёв.
В 1876 году Императорская Академия Наук командировала Ивана Полякова в научные путешествия для исследования в долину реки Оби, а летом 1877 Поляков был командирован Академией в Кузнецкий кряж (Мариинский округ) для отыскания трупа мамонта (оказавшегося, однако, кусками асбеста)[страница не указана 934 дня][страница не указана 934 дня][страница не указана 934 дня].
В период бурного развития капитализма в России XIX века Томск стал форпостом в Русской Азии по культурному, идеологическому, экономическому влиянию[страница не указана 1756 дней][страница не указана 1756 дней]. Здесь динамично развивалось речное пароходство (в том числе по причине необходимости возить реками добываемое сибирское золото на маркировку в Императорских алтайских горных заводах и томские купцы отстраивали города Барнаул, Змеиногорск, Бийск и вкладывались в развитие Семипалатинска и Усть-Каменогорска)[страница не указана 1756 дней][страница не указана 1756 дней][страница не указана 1756 дней], аграрная реформа сделала юг губернии одной из хлеборобных житниц империи[страница не указана 1754 дня][страница не указана 1754 дня], томские купцы-меценаты создавали волостные и сельские училища и ссузы в уездных городах. Губернская столица город Томск получил первые к востоку от Волги вузы страны: Императорский Томский университет, Императорский Томский технологический институт, Первый Сибирский Практический Томский политехнический институт (на основе Императорского Коммерческого училища имени цесаревича Алексея)[страница не указана 1754 дня][страница не указана 1756 дней] и первые в крае Сибирские высшие женские курсы[страница не указана 1756 дней]. Через территорию губернии была проложена ветвь Великого Сибирского железнодорожного пути, которая до конца 1950-х гг. именовалась «Томской железной дорогой» — Западно-Сибирский сегмент современного Транссиба.
Создание медицинского факультета в составе Императорского Томского университета позволило на рубеже XIX и XX веков остановить продвижение из Монголии по Сибири в Европу ряда страшных для того времени эпидемий. Неоценим вклад профессоров, преподавателей и студентов в борьбу с эпидемиями холеры (1892, 1907), чумы (1910—1911 гг.), сыпного тифа (1917—1921 гг.). Когда в 1892 году в России вспыхнула жесточайшая эпидемия холеры, студенты Медицинского факультета были приглашены на ликвидацию вспышек этой эпидемии в Омск, Тюмень, Тобольск, Пермь, Самару, Тамбов, на Уральскую железную дорогу[страница не указана 1756 дней]. Следует отметить, что в целом территория современного Болотнинского района, а тогда — южная часть Томского уезда, сильно пострадала от эпидемии холеры и современники отмечали неординарные управленческие действия томского губернатора Н. Л. Гондатти, мобилизовавшего на борьбу с эпидемиями томских медиков и студентов, в результате чего здесь, в Томь-Обском междуречье сумели справиться с этой напастью. В знак признательности крестьянский сход в селе Болотное Томского уезда принял решение о создании своей новой волости (из части территорий сельских поселений Ояшкинской волости) и обратился к губернатору с разрешением о наименовании её Гондатьевской волостью.
Однако транссибирская магистраль весьма беспокоила дальневосточного соседа России и в Томске к началу Русско-японской войны появилась организация РСДРП, которая сразу же стала иметь из юношей реальных училищ вооружённые боевые группы, а также самое современное на тот период нелегальное типографское оборудование для изготовления прокламаций и идеологической дестабилизации работы Сибирской железной дороги.
20 октября (2 ноября) 1905 года во время событий в Томске, которая советская историография отнесла к черносотенским погромам, были сожжены здания Королёвского театра и управления железной дороги, погибло несколько десятков человек.
16 (29) апреля 1917 года были проведены выборы в Томское губернское народное собрание.
В июне 1917 года, решением Временного правительства, из состава Томской губернии была выделена в новую губернию территория алтайского юга — появилась отдельная Алтайская губерния из территорий Барнаульского, Бийского и Змеиногорского уездов, а также части южных волостей Каинского уезда. Одновременно на самом западе Томской губернии стал формироваться из волостей Томской, Тобольской губерний и Акмолинской казачией области новый Татарский уезд, который в январе 1918 года был включён в состав Акмолинской области.
Советская власть на территории Томской губернии была установлена с декабря 1917 по март 1918 года. 26 января (8 февраля) 1918 года исполком Томского губернского Совета рабочих и солдатских депутатов распустил Сибирскую областную думу, а через 2 месяца распустил губернскую земскую управу. Губсовдеп с весны 1918 года стал частью системы государственного большевизма в Сибири, организационно подчинялся Всесибирскому совдепу — ЦентроСибири, местом юрисдикции (столицы) которой был определён Иркутск. С 28 мая руководители совдепа губернии покинули Томск Тогда, в начале июня 1918 года, власть в губернии взяла группа томской интеллигенции, известная как сторонники «сибирского областничества». Через несколько дней в городах и на станциях вдоль Транссиба власть диктатуры большевиков стали массово свергать солдаты и офицеры Чехословацкого легиона, — вооружённые формирования, перешедшие в Первую мировую войну в плен Русской Армии и, по соглашению с этими частями, уже более полугода отправляемымми через Дальний Восток на территорию воюющей Европы. Это так называемый в советской историографии «белочешский мятеж», которым попытались заменить факт «сибирского областничества» в июне 1918 года. Так для губернии началась Гражданская война.
В июле — августе 1918 года Томская губерния перешла под контроль белых войск.
С ноября 1918 года в Томске, в губернии и в Сибири установилась власть правительства А. В. Колчака. Ранее в Томске, Ново-Николаевске, Барнауле и на основе других городов Сибири стали формироваться части антибольшевистских вооружённых сил — Первая и Вторая сибирские армии[страница не указана 1756 дней], которые поначалу вели успешные наступления на Советскую Россию от Урала до Волги.
С декабря 1919 по январь 1920 года территория губернии занята частями Красной армии. С 1920 года снова стали действовать органы советской власти и РКП(б): губревком, губком, губсовет рабочих, крестьянских и красноармейских депутатов, губисполком. Все эти органы действовали под «партийным руководством» специального созданного В. И. Лениным органа осуществления большевистской диктатуры в Сибири — Сибревкома, который в 1919—1926 гг. находился то в Омске, то в Ново-Николаевске.
13 июня 1921 г. была создана новая отдельная Новониколаевская губерния, в которую были включены Каинский и Ново-Николаевский уезды.
С 1923 года Сибревкомом стали формироваться межволостные органы диктатуры советской власти — райкомы РКП(б) с практически теми же полномочиями, что и укомы — уездные комитеты РКП(б), надревкомовские и надволисполкомовские органы. В течение 1924 г. Сибревком утвердил образование укрупнённых волостей (районов) во всех губерниях[страница не указана 1754 дня]. Постановлением ВЦИК от 4 февраля 1924 года Сибревкому было предоставлено право проводить на территории Сибири низовое районирование с последующим утверждением ВЦИК, которое (создание укрупнённых волостей и органов управления ими райкомов партии) происходило в Томской губернии с 1923 по 1924 гг.
В мае 1925 года Президиум ВЦИК упразднил прежние деления территории Сибири на волости, уезды и губернии и создал единый Сибирский край, в котором были образованы 16 округов, в том числе и Томский. В состав Томского округа вошли один район бывшей Тобольской губернии, четыре района Нарымского края, шесть районов Мариинского уезда и Томский уезд.
С 1930 года по 1937 — город Томск и территории (районы) будущей Томской области — в составе Западно-Сибирского края.
С 1937 по 1944 годы город Томск и территории (районы) будущей Томской области — в составе Новосибирской области.
В период с 1928 по 1935 годы в Западной Сибири[страница не указана 1756 дней], после визита сюда в феврале 1928 года И. В. Сталина и лично определившего тогда задачи по раскрестьяниванию и формированию для этого Сиблага[страница не указана 1756 дней], проводилась политика раскрестьянивания: лишения свободных крестьян какой-либо собственности на средства производства, на результаты своего труда (продовольствие)[страница не указана 1756 дней][страница не указана 1756 дней][страница не указана 1756 дней]. Весной 1928 года, а затем в 1929 и в 1931—1932 гг. в Сибири, впервые в СССР, прошли голодоморы[страница не указана 1756 дней][страница не указана 1756 дней][страница не указана 1756 дней].
Следом за отъёмом спецотрядами «продзаготовителей» имущества и продовольствия началась кампания по коллективизации в колхозы с одновременными обязательными репрессиями для каждого села Сибири: односельчане сами обязаны были «раскулачить» несколько семей населённого пункта[страница не указана 1754 дня][страница не указана 1756 дней][страница не указана 1756 дней]. Практически всех раскрестьяненных и репрессированных к «спецпереселению» и «перевоспитанию трудом» бывших уже крестьян хлеборобных регионов Юга Западной Сибири отправляли в спецкомендатуры Сиблага томского Севера[страница не указана 1756 дней][страница не указана 1756 дней][страница не указана 1756 дней][страница не указана 1756 дней]. За репрессиями против крестьянства последовали новые волны массовых сталинских репрессий в СССР («эпоха ГУЛАГа»), в результате которых территория современной Томской области получила значительный приток людей[страница не указана 1756 дней][страница не указана 1756 дней][страница не указана 1756 дней], который затем продолжился в годы Великой Отечественной войны за счёт эвакуированных.
19 мая 1933 года напротив деревни Назино была высажена на необитаемый остров одна из этапируемых партий раскулаченных «трудопоселенцев» («социально вредных и деклассированных элементов») (см. Назинская трагедия).
13 августа 1944 года Указом Президиума Верховного Совета СССР Томская область была образована в современном виде путём выделения из Новосибирской области части районов бывшего Томского округа и бывшего Нарымского округа.
Бурный экономический расцвет Томской области связан с периодом 1950-х — 1980-х годов[страница не указана 1756 дней][страница не указана 1756 дней][страница не указана 1756 дней], когда здесь прошли реализации отечественных Атомного проекта СССР[страница не указана 1756 дней][страница не указана 1756 дней][страница не указана 1756 дней] и сибирского нефтяного проекта[страница не указана 1756 дней][страница не указана 1756 дней]. Также в 1970-х гг. Томск стал вновь одним из ведущих научных центров Сибири (фактический руководитель области Е. К. Лигачёв повторил пример Новосибирска по созданию Академгородка)[страница не указана 1756 дней][страница не указана 1756 дней], новый томский аэропорт в Богашёво стал крупным в СССР авиационным узлом регионального значения[страница не указана 1756 дней]. Через территорию области прошли трансконтинентальные нефте-газопроводы Центральной Сибири. Была предпринята попытка завершить начатое в 1905 году строительство ж.д. пути «Томск — Чулым — Белый Яр — Лесосибирск».
26 июня 1967 года Томская область была награждена орденом Ленина.
В 1993 году в Северске на Сибирском химическом комбинате произошла радиационная авария, в результате которой произошёл выброс радиоактивных веществ в атмосферу, а 1946 человек пострадали от облучения. Индекс по международной шкале ядерных событий INES — 4. Авария не носила характер катастрофы, так как радиация ушла по розе ветров в сторону от города, в сторону бескрайней сибирской тайги.
27 марта 1994 года состоялись первые выборы в новый областной орган власти — Томскую областную думу. В его составе 21 депутат, избранные на два года (позднее срок полномочий депутатов был продлён) на основе мажоритарной системы по одномандатным избирательным округам, образуемым по всей территории Томской области.
26 июля 1995 года принят Устав Томской области.

## Руководители

### Первые секретари обкома ВКП(б)/КПСС
- Сёмин, Алексей Владимирович (13 августа 1944 — 6 декабря 1951)
- Москвин, Василий Арсентьевич (6 декабря 1951 — 15 мая 1959)
- Марченко, Иван Тихонович (15 мая 1959 — 26 ноября 1965)
- Лигачёв, Егор Кузьмич (26 ноября 1965 — 29 апреля 1983)
- Мельников, Александр Григорьевич (29 апреля 1983 — 31 января 1986)
- Зоркальцев, Виктор Ильич (31 января 1986 — 14 марта 1990)

14 марта 1990 года из ст. 6 Конституции СССР исключено положение о руководящей роли КПСС.

### Председатели облиспокома
- Барабанщиков, Никифор Антонович — с августа 1944 по февраль 1945
- Куперт, Василий Иванович — с февраля 1945 по июнь 1949
- Филимонов, Донат Кириллович — c июня 1949 по 25 сентября 1952
- Васильев, Иван Фролович — с 25 сентября 1952 по 20 февраля 1967
- Лукьянёнок, Николай Викентьевич — с 20 февраля 1967 по январь 1980
- Высоцкий, Анатолий Емельянович — с 3 января 1980 по 4 октября 1989
- Попадейкин, Ростислав Анатольевич — с 4 октября 1989 по октябрь 1990
- Кушелевский, Олег Эдуардович — с 19 октября 1990 по ноябрь 1991

По решению десятой сессии облсовета (12 ноября — 13 декабря 1991 года) исполнительный комитет прекратил свою деятельность.

### Губернаторы
- Кресс, Виктор Мельхиорович — глава администрации Томской области с 20 октября 1991 года, губернатор Томской области с 22 декабря 1995 по 17 марта 2012.
- Жвачкин, Сергей Анатольевич — губернатор Томской области с 17 марта 2012 по 10 мая 2022 года.
- Мазур, Владимир Владимирович — губернатор Томской области с 22 сентября 2022 года; и. о. с 12 мая 2022 года.